# Galeruca reiterit
Galeruca reiterit es una especie de insecto coleóptero de la familia Chrysomelidae.
Fue descrita científicamente en 1958 por Havelka.